# Фронтіно
Фронтіно (італ. Frontino) — муніципалітет в Італії, у регіоні Марке,  провінція Пезаро і Урбіно.
Фронтіно розташоване на відстані близько 210 км на північ від Рима, 95 км на захід від Анкони, 50 км на захід від Пезаро, 22 км на захід від Урбіно.
Населення — 295 осіб (2014).

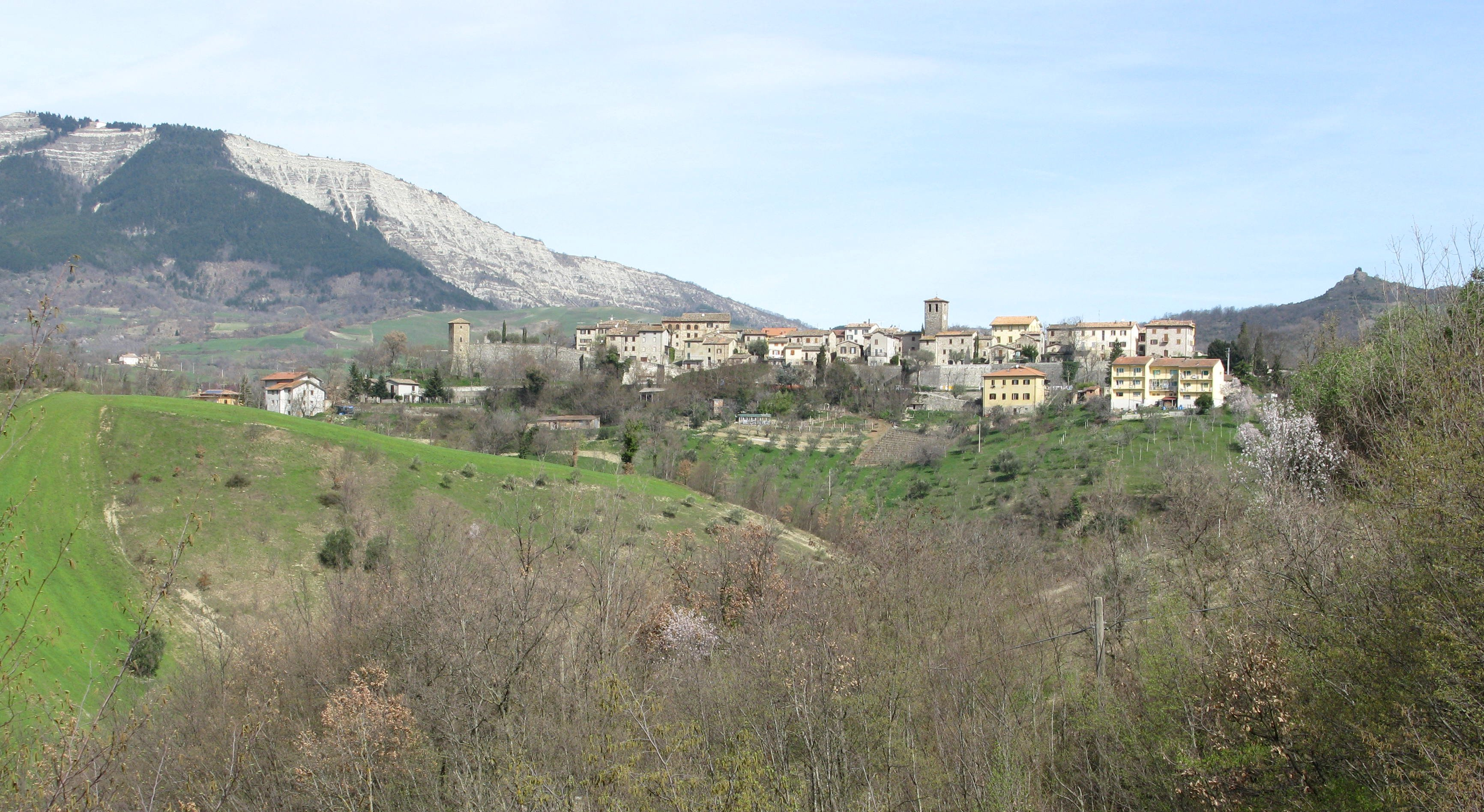
Frontino

Щорічний фестиваль відбувається 29 червня. Покровитель — San Pietro.

## Демографія
Населення за роками:

Станом на 1 січня 2023 року в муніципалітеті офіційно проживали 33 іноземці з 14 країн, серед них 14 громадян країн Євросоюзу та 1 громадянин України.

## Сусідні муніципалітети
- Карпенья
- П'яндімелето
- П'єтраруббія